# It's Up to You
| Recensione | Giudizio |
| ---------- | -------- |
| AllMusic   | [ 1 ]    |

It's Up to You è un album discografico di raccolta di Rick Nelson, pubblicato dall'etichetta discografica Imperial Records nel marzo del 1963.
Rick Nelson all'inizio del 1963 firmò un contratto (ventennale!) con la Decca Records, nel frattempo la sua vecchia label discografica pubblica questa raccolta (alcuni brani sono inediti), una serie di incisioni, miste tra vecchie e più recenti.

## Tracce
Lato A
1. It's Up to You – 2:43 (Jerry Fuller) – Registrato il 13 giugno 1962 al Western Recorders di Hollywood, California
2. Shirley Lee – 1:58 (Bobby Lee Trammell) – Registrato il 1º aprile 1958 al Master Recorders di Hollywood, California
3. Break My Chain – 1:53 (Jerry Fuller) – Registrato il 13 marzo 1961 al United Recording Corp. di Hollywood, California
4. Baby, Won't You Please Come Home – 2:10 (Charles Warfield, Clarence Williams) – Registrato il 4-5 aprile 1960 al Master Recorders di Hollywood, California
5. I'd Climb the Highest Mountain – 2:06 (Lew Brown, Sidney Clare) – Registrato il 27 ottobre 1959 al Master Recorders di Hollywood, California
6. Again – 1:52 (Doncas Cochran, Lionel Newman) – Registrato il 27 ottobre 1959 al Master Recorders di Hollywood, California

Lato B
1. I Need You – 2:24 (Baker Knight) – Registrato il 15 novembre 1962 al Western Recorders di Hollywood, California
2. Tryin' to Get to You – 2:10 (Rose Marie McCoy, Charles Singleton) – Registrato il 13 novembre 1958 al Master Recorders di Hollywood, California
3. Boppin' the Blues – 1:52 (Carl Perkins, Curley Griffin) – Registrato il 24 settembre 1957 al Master Recorders di Hollywood, California
4. Half Breed – 2:02 (John D. Loudermilk) – Registrato il 15-16 giugno 1959 al Master Recorders di Hollywood, California
5. If You Can't Rock Me – 1:50 (Willie Jacobs) – Registrato il 3 ottobre 1957 al Master Recorders di Hollywood, California
6. Stars Fell on Alabama – 2:34 (Mitchell Parish, Frank S. Perkins) – Registrato il 3 aprile 1961 al United Recording Corp. di Hollywood, California

## Musicisti
It's Up to You
- Rick Nelson - voce
- James Burton - chitarra
- Glen Campbell - chitarra, accompagnamento vocale, cori
- Allen Harris - pianoforte
- John Audino - tromba
- Tony Terran - tromba
- Joe Osborn - basso
- Richie Frost - batteria
- Dave Burgess - accompagnamento vocale, cori
- Jerry Fuller - accompagnamento vocale, cori

Shirley Lee
- Rick Nelson - voce, chitarra ritmica
- James Burton - chitarra
- Gene Garff - pianoforte
- James Kirkland - contrabbasso
- Richie Frost - batteria
- Sconosciuti - accompagnamento vocale, cori (Registrato in seguito in sovraincisione)

Break My Chain
- Rick Nelson - voce, chitarra ritmica
- James Burton - chitarra
- Ray Johnson - pianoforte
- Joe Osborn - basso
- Richie Frost - batteria

Baby, Won't You Please Come Home
- Rick Nelson - voce
- Allan Reuss - chitarra
- Billy Strange - chitarra
- Ray Johnson - pianoforte
- Leroy Vinnegar - basso
- Richie Frost - batteria
- John Rotella - sassofono
- Plas Johnson - sassofono
- Darlene Love + Blossoms - accompagnamento vocale, cori (registrato il 21 aprile 1960 in sovraincisione)

I'd Climb the Highest Mountain / Again
- Rick Nelson - voce
- Billy Strange - chitarra
- Jimmy Rowles - pianoforte
- Leroy Vinnegar - basso
- Frank Capp - batteria
- Sconosciuti - sezione strumenti ad arco e cori (registrato l'8 febbraio 1960 in sovraincisione, brano: Again)
- Darlene Love + Blossoms - accompagnamento vocale, cori (registrato il 21 aprile 1960 in sovraincisione, brano: I'd Climb the Highest Mountain)

I Need You
- Rick Nelson - voce
- James Burton - chitarra
- Glen Campbell - chitarra
- Ray Johnson - pianoforte
- Joe Osborn - basso
- Richie Frost - batteria

Tryin' to Get to You
- Rick Nelson - voce, chitarra ritmica
- James Burton - chitarra
- Gene Garff - pianoforte
- James Kirkland - contrabbasso
- Richie Frost - batteria

Boppin' the Blues
- Rick Nelson - voce
- Joe Maphis - chitarra
- Howard Roberts - chitarra
- Roger Renner - pianoforte
- George De Naut - contrabbasso
- Earl Palmer - batteria

Half Breed
- Rick Nelson - voce, chitarra ritmica
- James Burton - chitarra
- Dorsey Burnette - chitarra
- Gene Garff - pianoforte
- James Kirkland - contrabbasso
- Richie Frost - batteria
- The Jordanaires - cori (registrato in seguito in sovraincisione)

If You Can't Rock Me
- Rick Nelson - voce
- Joe Maphis - chitarra
- Howard Roberts - chitarra
- Roger Renner - pianoforte
- George De Naut - contrabbasso
- Earl Palmer - batteria

Stars Fell on Alabama
- Rick Nelson - voce, chitarra ritmica
- James Burton - chitarra
- Ray Johnson - pianoforte
- Joe Osborn - basso
- Richie Frost - batteria
- Sconosciuti - cori[4]